# 中連重科
中聯重科（ちゅうれんじゅうか）は、中国の建設機械・重機械大手メーカー。1992年創立。2008年イタリアのCIFA社の株式買収後、世界最大のコンクリート機械メーカーになった。

## 企業概要・沿革
1992年9月28日、長沙中聯建設機械産業公司成立。2000年、長沙中聯重工科技発展股分有限公司に改称し発足。2001年、パワームール社（日本・イギリス）を買収した。2008年6月、ゴールドマン・サックスなど戦略投資家と共同で2.71億ユーロを出資し世界第3位のコンクリート機械メーカーCIFA社（イタリア）を買収合併した。

## 主要工場
- 中聯科技園（湖南長沙）
- CIFA工業園（イタリアミラノ近郊）
- 華陰工業園（陝西華陰）
- 沅江工業園（湖南沅江）
- 灌溪工業園（湖南常徳灌溪鎮）
- 松江工業園（上海松江）
- 馬橋河工業園（湖南長沙望城区）
- 泉塘工業園（湖南長沙）
- 麓谷工業園（湖南長沙麓谷）

## 関連企業
- 広東中聯南方建設機械有限公司
- 北京中聯新興建設機械租賃有限公司
- 上海昊達建設機械設備租賃有限公司
- 湖南中聯国際貿易有限責任公司
- 中聯保路捷股分有限公司（パワームール・イギリス）
- 長沙浦沅進出口有限公司
- 長沙浦沅設備租賃有限公司
- 長沙浦沅廃旧物資有限公司
- 長沙高新技術産業開発区中旺実業有限公司
- 湖南中宸鋼品制造工程有限公司
- 湖南特力液压有限公司
- 湖南中聯重科専用車有限責任公司
- 湖南浦沅工程机械総廠上海分廠
- 中聯重科湾岸公司
- 湖南中聯重科結構件有限責任公司
- 湖南中聯重科車橋有限公司
- 華泰重工制造有限公司
- 陝西中聯重科土方机械有限公司
- 西安黄河錦宏挖掘机有限公司
- 陝西黄工格力特進出口有限公司
- 蘇州邦楽汽車車橋有限公司
- 襄樊邦楽車橋有限公司
- 湖南車橋資陽汽車底盤有限公司
- 湖南汽車車橋廠鋳鍛廠
- 中聯重科（香港）股分有限公司
- 中聯海外（香港）有限公司
- 中聯重科国際貿易（香港）有限公司
- 中聯重科レバレッジド‐リース（香港）有限公司
- 中聯CIFA（香港）股分有限公司
- 中聯重科融資租賃（オーストラリア）有限公司
- 中聯重科オーストラリア・ニュージーランド有限公司
- 中聯CIFA（ルクセンブルク）股分有限公司
- CIFA（ルクセンブルク）股分有限公司
- CIFAWW
- CIFA S.p.A.

## リンク
- 中聯重科
  - 中聯重科（香港）有限公司
  - Powermole（パワームール・イギリス）
  - CIFA社（シーバ・イタリア）